# 存牛
存牛（ぞんぎゅう、応仁3年4月5日（1469年5月16日） - 天文18年12月20日（1550年1月7日））は、室町時代中期から戦国時代にかけての浄土宗の僧。浄土宗総本山知恩院25世。父は三河国の松平氏宗家第四代松平親忠。号は尊蓮社超誉。諡号は高顕真宗国師。
1481年（文明13年）祖父松平信光が建立した三河国信光明寺の開山で、増上寺開山聖聡の弟子だった存冏に師事して出家。その後父親忠が開基となり中興した大恩寺の開山で、同じく聖聡の弟子だった了暁に教学を学び、1511年（永正8年）信光明寺3世となる。また松平郷高月院第七代住持も務めた。
1520年（永正17年）、同じく了暁門弟だった知恩院24世訓公の遺言で後継者に推されるもののこれを固辞。しかし後柏原天皇の綸旨と知恩院門末の懇請により、翌年京都知恩院25世を継いだ。応仁の乱（1467年-1477年）で荒廃した知恩院を再興するとともに皇室との関係を深め、後柏原天皇から浄土門総本寺と公称することを勅許され、さらに後奈良天皇より知恩教院、大谷寺の勅願を賜った。
1857年（安政4年）に孝明天皇から「高顕真宗国師」の諡号を贈られた。